# Teo Soon Kim
Teo Soon Kim (23 de juny de 1904 - 23 d'abril de 1978), també coneguda com a Teow Soon Kim i Lo-Teo Soon Kim, fou una advocada que va exercir a Singapur, Hong Kong i també a Anglaterra. Fou la primera dona admesa al Col·legi d'Advocats de les Colònies de l'Estret i la primera dona advocada a Hong Kong. També esdevingué la tercera dona malaia-xinesa en ser advocada a Anglaterra.

## Biografia
El pare de Teo, Teo Eng Hock, era un baró lladre (rubber baron) de Chaozhou. El pare de Teo va animar-la a estudiar i va anar a l'escola Methodist Girls' School. Més tard donà classes a l'escola durant dos anys, però allò que realment desitjava ser era ser advocada. Part de la seua motivació venia donada pel fet que poques dones a Àsia ho havien aconseguit i cap dona de Singapur havia estat mai admesa al Col·legi d'Advocacia. Se'n va anar a la Universitat de Londres per a estudiar dret i visqué a Finchley. Ingressà a l'Inner Temple a Londres el maig de 1924 on estudià amb H. H. L. Bellot. En 1927, es convertí en la tercera dona malaia a ser admesa al Col·legi d'Advocats d'Anglaterra i Gales.
Teo tornà a Singapur i es casà amb Lo Long Chi el desembre de 1928. En 1929, Teo fou admesa al Col·legi d'Advocats de Singapur. Exercñi durant uns anys a Singapur després de passar dos anys a la Xina. A Singapur, va treballar en casos d'assumptes civils i penals i va portar casos al Tribunal Suprem de Singapur el 1932. Va ser la primera dona en portar un cas al Tribunal Suprem, cosa que li va donar gran notorietat pública. En 1932, es traslladà a Hong Kong i esdevingué la primera dona a ser admesa al Col·legi d'Advocats d'allí l'agost de 1932.
A l'inici dels anys vint del segle xx, Teo es convertí al cristianisme. Va ser ingressada en el Singapore Women's Hall of Fame en 2014.